# Johan Pieter van der Borght
Pour les articles homonymes, voir Van der Borght.
Johan Pieter van der Borght, né le 20 novembre 1731 à Bréda et mort dans cette ville le 15 février 1818, est un homme politique néerlandais.

## Biographie
Négociant en vins, Van der Borght intègre la municipalité de Bréda en 1793. En 1796, il est élu député fédéraliste de Bréda à la première assemblée nationale batave mais n'est pas réélu lors de son renouvellement en août 1797. Il est bourgmestre de Bréda à partir de 1801.
En 1814, il est nommé pour participer à l'Assemblée des notables mais ne se rend pas à la convocation.